# Елісео Альварес
Елісео Альварес (ісп. Eliseo Álvarez; 27 липня 1940, Сальта — 1 січня 1999, Монтевідео) — уругвайський футболіст, що грав на позиції захисника. Виступав, зокрема, за клуб «Насьйональ», а також національну збірну Уругваю.

## Клубна кар'єра
На юнацькому рівні виступав за «Феррокарриль» з рідного міста. Своєю грою за цю команду привернув увагу представників тренерського штабу клубу «Насьйональ», до складу якого приєднався 1957 року. У складі «Болсос» виграв чемпіонат Уругваю 1963 року. У 1964 році зіграв у фінальному матчі Кубку американських чемпіонів, в якому уругвайці поступилися представнику Аргентини Індепендьєнте (Авельянеда). У 1966 році перейшов у «Рампла Хуніорс». Потім виїхав за кордон, де спочатку виступав за аргентинські клуби «Банфілд» (1967) та «Платенсе» (1968). Потім повернувся на батьківщину, де захищав кольори столичного «Феніксу».
З 1970 по 1971 рік виступав у колумбійському «Атлетіко Хуніор», а в 1972 році перебрався до еквадорського «ЛДУ Кіто». Наприкінці кар'єри гравця виїхав до Мексики, де з 1976 по 1977 рік під керівництвом уругвайця Рікардо де Леона виступав за столичний «Веракрус». У вищому дивізіоні мексиканського чемпіонату зіграв 23 матчі.

## Виступи за збірну
1960 року дебютував в офіційних матчах у складі національної збірної Уругваю.
У складі збірної був учасником чемпіонату світу 1962 року у Чилі (зіграв у всих матчах збірної на груповому етапі). У матчі проти збірної СРСР отримав перелом, але відмовився від медичної допомоги. Згодом його успішно прооперували. Оскільки на той час заборонялися заміни, то Елісео дограв матч на позиції лівого нападника. Поїхав також і на чемпіонату світу 1966 року в Англії, але на турнірі не зіграв жодного поєдинку.
Загалом протягом кар'єри у національній команді, яка тривала 7 років, провів у її формі 10 матчів.
Помер 1 січня 1999 року на 59-му році життя у місті Монтевідео.

## Досягнення
«Насьйональ»
- Прімера Дивізіон Уругваю
  -  Чемпіон (3): 1957, 1963, 1966

- Кубок Лібертадорес
  -  Фіналіст (1): 1964

«ЛДУ Кіто»
- Серія A Еквадору
  -  Чемпіон (2): 1974, 1975